# Илия Ковачев (ковач)
Илия Ковачев е български майстор ковач.

## Биография
Роден в 1946 година в град Габрово, България. Ковачев е трето поколение майстор ковач. Почетен лидер на Международната гилдия на ковачите. Отличен е с почетното звание Първомайстор. Носител на редица награди и грамоти от панаири, изложби и съревнования, проведени в България и в чужбина. Представял е България на международни симпозиуми по ковачество в Полша и Германия. Участвал е в изложби в Русия, Индия, Китай, Монголия и други.
Най-голямата страст на Ковачев са механизмите за часовникови кули. Илия Ковачев реставрира 12 старинни часовникови механизми за градски кули — в Севлиево, Дряново, Трявна, Елена, Ботевград, Етъра и други. Саморъчно изработва 9 часовникови механизма за градски кули — в Орешака, Добрич, Широка лъка, Балчик и другаде. Едно от най-големите му постижения е възстановяването на часовниковия механизъм от XVI век на кулата в Ордруф, Германия, където е творил Й. С. Бах.
От 12 декември 2008 до 20 януари 2009 година в Дома на хумора и сатирата в Габрово се провежда изложба на тема: „Илия Ковачев — Първомайстора — Изложба на една прочута фамилия ковачи от Габрово (Предмети от ковано желязо)“, на която е представен филмът Първомайстора, който разказва за неговия живот, и творчество.
Умира в 2005 година.